# Pokrajina Brindisi
Pokrajina Brindisi (v italijanskem izvirniku Provincia di Brindisi [provìnča di brìndizi]) s sedežem v mestu-pristanišču Brindisi je ena od šestih pokrajin, ki sestavljajo italijansko deželo Apulija. Meji na severu in vzhodu z Jadranskim morjem, na jugu s pokrajinama Lecce in Taranto ter na zahodu s pokrajinama Taranto in Bari.

## Večje občine
Glavno mesto je Brindisi, ostale večje občine so:
| Občina                | Prebivalcev   |
| --------------------- | ------------- |
| Brindisi              | 89.760 (2011) |
| Fasano                | 38.709 (2011) |
| Francavilla Fontana   | 36.593 (2010) |
| Ostuni                | 32.279 (2011) |
| Mesagne               | 27.860 (2010) |
| Ceglie Messapica      | 20.690 (2010) |
| San Vito dei Normanni | 19.801 (2010) |
| Oria                  | 15.436 (2010) |

## Naravne zanimivosti
V neposredni bližini mesta Brindisi se je več manjših vodnih tokov izlivalo v morski zaliv, ki se globoko zajeda v notranjost in okoli katerega se je razvilo pristanišče in industrijska cona. Leta 1980 je bil dograjen zemljen nasip, ki je zajezil ta morski rokav (okoli 280 ha površine). S tem posegom je bilo raznim industrijam omogočeno, da izkoriščajo vodo, ki jo razni potoki donašajo. Že prva leta po zajezitvi zaliva je področje postalo važno počivališče ptic selivk, ki so začele tod množično gnezditi in prezimovati. Zato je bilo vse ozemlje zaščiteno in ustrezno pogozdeno. Ker se nahaja v samem predmestju Brindisija, je v načrtu vključitev v večji mestni park.
Seznam zaščitenih področij v pokrajini:
- Krajinski park Dune costiere (Parco Naturale Regionale Dune costiere da Torre Canne a Torre S. Leonardo)
- Naravni rezervat Torre Guaceto (Riserva naturale Torre Guaceto)
- Naravni morski rezervat Torre Guaceto (Riserva naturale marina Torre Guaceto)
- Mokrišče Salina di Punta Contessa (Parco Naturale Regionale Salina di Punta Contessa)

## Zgodovinske zanimivosti
Kot na Slovenskem krasu, je tudi na tem ozemlju opazna obilica odvečnega kamenja. Na Slovenskem so to kamenje predvsem zlagali na obmejne zidke, neuporabne kose pa odvrgli na gomile (glej tudi kraška griža). Podobno so tudi v Apuliji trebili zemljišča za pridobitev rodovitne zemlje. Odvečni kamen je bil na primer dobra kritina za strehe, ki še danes krasijo "trulle", tipične hiše teh krajev. Kar ni bilo uporabno, so tudi tukaj kmetje zmetali na kup. Ker pa tod ni burje in se kamen zaradi večje razlike med dnevno in nočno temperaturo prej "usede" (prilagodi eden na drugega), so ti kupi precej višji od naših gomil, včasih kar do 15 metrov. Domačini jim pravijo specchie [spèkje]. Izvedenci smatrajo, da so začele nastajati že v osmem ali devetem stoletju pr. n. št. in jih zato vključujejo med megalite bronaste dobe. Po mnenju nekaterih so ti kupi kamenja včasih služili kot opazovališča, zato naj bi tudi bili tako visoki. Drugi spet poudarjajo, da so nekatere manjše gomile pokrivale posmrtne ostanke, kar bi jih uvrščalo med grobnice, toda večji objekti so vsi samo kupi kamenja brez grobov v notranjosti. Najbolj zanimiva je domneva, ki pa ni z ničimer potrjena, da so bile specchie nekakšni vodni zbirniki: nizke nočne temperature naj bi puščale na kamnih obilno jutranjo roso, dragoceno v teh suhih krajih.